# Jan Černý (premier)
Jan Černý (ur. 4 marca 1874 w Uherským Ostrohu, zm. 10 kwietnia 1959 tamże) – czechosłowacki polityk, dwukrotny premier Czechosłowacji (1920-1921 i 1926).

## Życiorys
W 1894 ukończył gimnazjum w mieście Uherské Hradiště, a w 1898 wydział prawa na Uniwersytecie Praskim. Pracował w hejtmanstvie okresu (odpowiednik urzędu marszałkowskiego) w Hodonínie, później w Ministerstwie Spraw Publicznych w Wiedniu. W 1910 wrócił z Wiednia i podjął pracę w urzędzie w Prostějovie, w latach 1912–1918 był przewodniczącym prezydium gubernatora Brna. Po uzyskaniu niepodległości przez Czechosłowację w 1918 został mianowany przez radę ministrów administratorem władz miasta Brna. W latach 1919–1920 był kierownikiem administracji politycznej na Morawach, a od 1920 do 1928 pełnił urząd zemskego prezidenta (odpowiednik wojewody) Moraw. Po reformie administracyjnej, w latach 1928–1939 był prezidentem Ziemi Morawskośląskiej. Jednocześnie, od 15 września 1920 do 26 września 1921 stał na czele czechosłowackiego rządu i był ministrem spraw wewnętrznych. W latach 1921–1922 sprawował urząd ministra spraw wewnętrznych w rządzie Edvarda Beneša. Ponownie był premierem Czechosłowacji od 18 marca do 12 października 1926, a następnie do 1 lutego 1929 był ministrem spraw wewnętrznych rządu parlamentarnego. Od września 1932 do lutego 1934 pełnił funkcję ministra spraw wewnętrznych w rządzie Jana Malypetra, a od 29 września do 1 grudnia 1938 w rządzie Jana Syrový'ego. W kwietniu 1939 złożył wniosek o przejście na emeryturę. W maju 1939 zakończył służbę państwową.